# Joliette (regionalna gmina hrabstwa)
Joliette – regionalna gmina hrabstwa (MRC) w regionie administracyjnym Lanaudière prowincji Quebec, w Kanadzie. Stolicą jest miasto Joliette. Składa się z 10 gmin: 2 miast, 6 gmin, 1 wsi i 1 parafii.
Joliette ma 63 551 mieszkańców. Język francuski jest językiem ojczystym dla 97,1%, angielski dla 0,9% mieszkańców (201).